# 十脉斜萼草
十脉斜萼草（学名：Loxocalyx urticifolius var. decemnervius）为唇形科斜萼草属下的一个变种。